# Trent Noel
Trent Noel (Carenage, 14 gennaio 1976) è un calciatore trinidadiano, centrocampista del Joe Public e della Nazionale trinidadiana.